# Bama (Kangala)
Pour les articles homonymes, voir Bama.
Bama – également appelé Bama en sénoufo et Tiékéléndougou en dioula – est une localité située dans le département de Kangala de la province du Kénédougou dans la région des Hauts-Bassins au Burkina Faso.

## Géographie
Le village est situé en pays sénoufos à 9 km de Kangala, le chef-lieu du département. Le village est constitué de deux principaux quartiers que sont Kougboho (« grande rivière ») et Koutchidé (« petite rivière ») et possède deux marigots Loupéfa et Kindoudo.

## Histoire
Le nom du village Tiékéléndougou en dioula signifie « village d'un seul homme ».

## Administration
Dépendant sur le plan administratif du maire de Kangala (où le village a deux conseillers administratifs) dans ses rapports à l'État et pour l'organisation des services publics, le village de Bama répond également à une chefferie traditionnelle tenue par le chef du village qui l'administre localement et le chef sacrificateur. Ces chefferies sont transmises de manière patrilinéaire au sein de la famille Traoré et passe à l'homme le plus âgé dans la grande famille paternelle de l'ancien chef à sa mort ; la généalogie du chef du village est : Yikanhamon, Kouloumèguè, Bougouna, Lozé, Beton et Lona Traoré.

## Économie
L'économie du village repose sur l'agriculture de subsistance (maïs, sorgho, haricot, arachides, pois de terre). L'élevage (bœufs, chèvres, moutons, volailles) est aussi pratiqué.

## Santé et éducation
Le centre de soins le plus proche de Bama est le centre de santé et de promotion sociale (CSPS) de Kotoura tandis que le centre médical avec antenne chirurgicale (CMA) se trouve à Orodara et que le centre hospitalier régional (CHR) est le CHU Souro-Sanon de Bobo-Dioulasso. Le village possède quatre forages, dont seulement un est fonctionnel.
Bama possède une école primaire publique à trois classes construite en 1998 mais les études secondaires doivent se faire au collège d'enseignement général (CEG) de Koloko.

## Religion
Historiquement de religion traditionnelle reposant sur le fétichisme, Bama continue de le pratiquer. Il existe un lieu sacré, Klé, qui est adoré annuellement. L'islam sunnite est la seule religion monothéiste pratiquée à Bama dans la mosquée située dans le quartier Kougboho.

## Culture
Bama possède deux groupes de balafon, de sitchahakii et de ngoni – un par quartier – qui sont joués pour les fêtes et cérémonies religieuses.